# Nanda Parbat
Nanda Parbat è una città immaginaria nell'Universo DC. Nanda Parbat comparve per la prima volta in Strange Adventures n. 205 (ottobre 1967), e fu creata da Arnold Drake e Carmine Infantino, creatori di Deadman.

## Storia
Ispirata dall'immaginaria Shangri-La e dalla reale Nanga Parbat in Pakistan, Nanda Parbat è una città nascosta situata sulle alte montagne del Tibet; si dice che sia un luogo di guarigione e di illuminazione osservato dalla figura quasi divina di Rama Kushna e dai suoi monaci. Come in Shangri-La, il tempo si muove in modo diverso a Nanda Parbat. I suoi visitatori sono spesso in grado di mantenere la loro giovinezza decenni dopo il loro arrivo, e tuttavia possono andare via dalla città scoprendo che meno tempo è passato nel mondo esterno.
Rama Kushna è noto come l'entità responsabile della trasformazione di Boston Brand nel fantomatico Deadman. Come suo agente spirituale, Brand vaga per la Terra impossessandosi dei corpi dei viventi e facendo del bene lavorando, nella speranza di trovare un eventuale accesso al paradiso. Deadman ritornò a Nanda Parbat in alcune occasioni, per difenderla contro assalitori quali Il Sensei della Lega degli assassini, un guerriero antico un tempo posseduto da Jonah, un altro degli ex agenti di Rama.

### Comparse note
Rama Kushna e Nanda Parbat giocarono anche un ruolo nelle vite di altri personaggi DC:
- Nanda Parbat fu la casa di Judomaster prima della sua adesione alla squadra nota come L.A.W.. La città è responsabile della sua continua giovinezza come era negli anni quaranta.
- Crimson Avenger passò del tempo a Nanda Parbat, cercando il significato negli atti violenti senza senso di cui fu testimone durante la prima guerra mondiale. Durante la sua convalescenza, ricevette la visione del futuro e vide la morte di Superman (come descritto in Golden Age Secret Files n. 1).
- In 52, Nanda Parbat è il luogo in cui The Question portò Renee Montoya per essere addestrata nelle arti marziali dal maestro Richard Dragon. Fu subito fuori da Nanda Parbat che Question morì a causa di complicazioni dovute al cancro ai polmoni.
- Più avanti in 52, Ralph Dibny viaggiò fino a Nanda Parbat, cercando un incontro con Rama Kushna e un modo per resuscitare sua moglie, Sue. Anche un membro dei Grandi Dieci, il Fisico Completo Perfetto, era in cerca di pace nella città nascosta.
- In Batman n. 663, Batman utilizzò un mantra o una preghiera su un uomo morto che imparò a Nanda Parbat. Sempre nello stesso numero, entrò nello stato di Nirvikalpa Samadhi utilizzando una tecnica imparata a Nanda Parbat per trovare le tracce nascoste o occultate dei recenti assassinii del Joker.
- Nella serie TV Arrow Nanda Parbat è la sede della Lega degli assassini e di una fonte che ringiovanisce, cura e risveglia dalla morte persone decedute.

## Altri media
- Nell'episodio "Il richiamo dell'aldilà" della serie animata Justice League Unlimited, Batman rivelò di aver studiato arti marziali da un maestro in un monastero in Nanda Parbat, e apostrofò anche l'aiuto di Deadman, che viveva a Nanda Parbat, per vendicare l'assassinio del suo maestro d'arti marziali. Si vide che tutti i monaci morirono a causa di una società segreta di super criminali, ma che ritornarono in vita da quando fermarono i loro piani.
- La città è presente nella serie Arrow, infatti è a Nanda Parbat che risiede la base della Lega degli Assassini, capeggiati da Ra's al Ghul, dove lui addestra i suoi uomini, come Malcom Merlyn, Maseo Yamashiro e Sara Lance.